# Battaglia di Tolosa (721)
La Battaglia di Tolosa fu uno scontro combattuto tra il duca d'Aquitania, alleato ai Franchi di Neustria, ed i Mori di Spagna, nel 721.

## Assedio di Tolosa
Dopo aver completato la conquista del regno dei Visigoti nella penisola iberica, i Saraceni organizzarono una spedizione in Settimania, ultimo baluardo Visigoto. La spedizione ebbe luogo nel 719, sotto la guida del Wali di al-Andalus, l'emiro Al-Samh ibn Malik al-Khawlani. La spedizione ebbe successo e si concluse con la conquista di Narbona.
Quando i Saraceni entrarono in Aquitania, il duca Oddone il Grande, responsabile della difesa dei confini meridionali del regno Franco, si rese conto che le sue forze, costituite da Aquitani e da Baschi, non erano sufficienti ad affrontare i 5000 soldati dell'emiro Al-Samh. Quindi si rifugiò in Tolosa nel 721, chiedendo aiuto a tutti i regni Franchi mentre la città veniva posta sotto assedio. Non potendo intervenire Carlo Martello con le sue truppe dell'Austrasia (i migliori soldati Franchi), impegnato in una guerra contro i Sassoni, Oddone allora partì per appellarsi ai Franchi di Neustria ed ai Burgundi, i quali misero a disposizione delle loro truppe. Oddone poté quindi fare ritorno in Aquitania con gli aiuti desiderati, forte anche di tre spugne benedette inviategli dal papa Gregorio II.

## Svolgimento della battaglia
La città era cinta d'assedio da tre mesi e resisteva grazie alle sue fortificazioni gallo-romane. Quando sembrava pronta alla resa, trovandosi alla testa di un'imponente armata, il duca Oddone lanciò il 9 giugno 721 un contrattacco per liberare Tolosa dall'assedio dei Mori, accampati a sud della città. 
Beneficiando dell'effetto della sorpresa, la cavalleria franca attaccò su un fianco le truppe Saracene, che furono scompaginate e si diedero alla fuga. La loro sconfitta fu completa e l'inseguimento si protrasse per alcuni chilometri. L'emiro Al-Samh ibn Malik al-Khawlani perì durante il combattimento. Un primo conteggio dei morti Saraceni fu di 3750, ma in un secondo tempo questa cifra fu ampliata.

## Conseguenze
Fu la prima battuta d'arresto alle incursioni saracene nella terra dei Franchi. Questa vittoria del duca Oddone il Grande, che precedette di undici anni quella di Carlo Martello, nella battaglia di Poitiers, fu considerata dai cronisti Arabi una grande disfatta, sicuramente più importante dello scontro di Poitiers, e dando nascita a leggende di muezzin invisibili che chiamavano alla preghiera sul campo di battaglia.
Siccome i morti erano distribuiti su un lungo percorso il luogo della battaglia fu definito: il campo dei martiri.
Nel 1874 degli scavi permisero di ritrovare il luogo esatto della battaglia, ed a conferma dell'avvenimento furono ritrovati i resti di un cavaliere armato ed il suo cavallo.